# Henk Pellikaan
Hendricus Adriaan Henk Pellikaan (10 de novembre de 1910 - 24 de juliol de 1999) va ser un jugador de futbol neerlandès que jugava com a migcampista. Va jugar un partit internacional amb els Països Baixos a la Copa del Món de la FIFA de 1934. També va jugar al Longa Tilburg.